# Enzo Gianelli
Enzo Gianelli es un deportista venezolano que compitió en judo. Ganó dos medallas en el Campeonato Panamericano de Judo de 1988, en las categorías de +95 kg y abierta.

## Palmarés internacional
| Campeonato Panamericano | Campeonato Panamericano  | Campeonato Panamericano | Campeonato Panamericano |
| Año                     | Lugar                    | Medalla                 | Categoría               |
| ----------------------- | ------------------------ | ----------------------- | ----------------------- |
| 1988                    | Buenos Aires (Argentina) | Medalla de plata        | +95 kg                  |
| 1988                    | Buenos Aires (Argentina) | Medalla de bronce       | Abierta                 |